# Raio de Wigner-Seitz
O raio de Wigner-Seitz {\displaystyle r_{\rm {s}}}, em homenagem a Eugene Wigner e Frederick Seitz, é o raio de uma esfera cujo volume é igual ao volume médio por átomo em um sólido (para metais do primeiro grupo). No caso mais geral de metais com mais elétrons de valência, {\displaystyle r_{\rm {s}}} é o raio de uma esfera cujo volume é igual ao volume por elétron livre. Este parâmetro é usado freqüentemente na física da matéria condensada para descrever a densidade de um sistema. É importante mencionar, {\displaystyle r_{\rm {s}}} é calculado para materiais a granel.

## Fórmula
Em um sistema 3-D com {\displaystyle N}elétrons livres em um volume {\displaystyle V},o raio Wigner-Seitz é definido por
{\displaystyle {\frac {4}{3}}\pi r_{\rm {s}}^{3}={\frac {V}{N}}={\frac {1}{n}}\,,}
onde {\displaystyle n} é a densidade de partícula de elétrons livres. Resolvendo para {\displaystyle r_{\rm {s}}} nós obtemos
{\displaystyle r_{\rm {s}}=\left({\frac {3}{4\pi n}}\right)^{1/3}.}
O raio também pode ser calculado como
{\displaystyle r_{\rm {s}}=\left({\frac {3M}{4\pi Z\rho N_{\rm {A}}}}\right)^{\frac {1}{3}}\,,}
onde {\displaystyle M} é massa molar, {\displaystyle Z} é a quantidade de elétrons livres por átomo, {\displaystyle \rho } é a densidade de massa, e
{\displaystyle N_{\rm {A}}} é o número de Avogadro.
Este parâmetro é normalmente relatado em unidades atômicas, ou seja, em unidades do raio de Bohr.

### Valores
Valores de {\displaystyle r_{\rm {s}}} para os metais do primeiro grupo:
| Elemento | {\displaystyle r_{\rm {s}}/a_{0}} |
| -------- | --------------------------------- |
| Li       | 3.25                              |
| Na       | 3.93                              |
| K        | 4.86                              |
| Rb       | 5.20                              |
| Cs       | 5.62                              |